# Me fui de vacaciones
«Me fui de vacaciones» es una canción del cantante puertorriqueño Bad Bunny de su quinto álbum de estudio Un verano sin ti (2022). La canción fue escrita por Benito Martínez y su producción estuvo a cargo de Tainy, La Paciencia y Richi.
Tiempo antes del lanzamiento del disco, Bad Bunny filtró el estribillo de la canción, a modo de teaser de Un verano sin ti. El teaser se convirtió en tendencia de TikTok en los países de habla hispana.

## Promoción y lanzamiento
El 2 de mayo de 2022, Bad Bunny anunció su quinto álbum de estudio, Un verano sin ti, en el que la canción aparece en el puesto número veinte del tracklist. El 6 de mayo de 2022 se lanzó «Me fui de vacaciones» junto con el resto de Un verano sin ti a través de Rimas Entertainment.

## Desempeño comercial
Junto con el resto de Un verano sin ti, «Me fui de vacaciones» llegó al Billboard Hot 100, alcanzando el puesto 59. También tuvo un buen desempeño en el Billboard Global 200 junto con el resto del álbum antes mencionado, ubicándose en el puesto 18. En la lista Hot Latin Songs de EE. UU., la pista alcanzó el puesto 21.

## Visualizador de audio
Un visualizador de audio de 360° para la canción se subió a YouTube el 6 de mayo de 2022, junto con los otros videos del visualizador de audio de las canciones que aparecieron en Un verano sin ti.

## Posicionamiento en listas
| Lista (2022)                       | Mejor posición |
| ---------------------------------- | -------------- |
| Argentina (Argentina Hot 100)      | 59             |
| Bolivia (Billboard)                | 5              |
| Chile (Billboard)                  | 15             |
| Colombia (Billboard)               | 10             |
| Ecuador (Billboard)                | 8              |
| Global 200 (Billboard)             | 18             |
| México (Billboard)                 | 10             |
| Perú (Billboard)                   | 7              |
| España (PROMUSICAE)                | 8              |
| EE. UU. Billboard Hot 100          | 59             |
| EE.UU. Hot Latin Songs (Billboard) | 21             |

| Lista (2022)                       | Posición |
| ---------------------------------- | -------- |
| EE.UU. Hot Latin Songs (Billboard) | 38       |

## Certificaciones
| Región              | Certificación | Unidades/ventas certificadas |
| ------------------- | ------------- | ---------------------------- |
| España (PROMUSICAE) | Platino       | 60,000                       |